# Jamil Mukulu
Jamil Mukulu (nascido David Steven) é um líder militante ugandense e suspeito de ser criminoso de guerra, sendo o principal fundador e ex-líder das Forças Democráticas Aliadas, um grupo rebelde islâmico armado em Uganda e na República Democrática do Congo. Mukulu foi preso na Tanzânia em 2015 e aguarda julgamento em Uganda por acusações como homicídio e crimes contra a humanidade.